# Peltops montanus
Il peltope di montagna (Peltops montanus Stresemann, 1921) è un uccello passeriforme della famiglia Artamidae.

## Etimologia
Il nome scientifico della specie, montanus, è un chiaro riferimento alle abitudini di vita di questi uccelli: il nome comune altro non è che una traduzione di quello scientifico.

## Descrizione

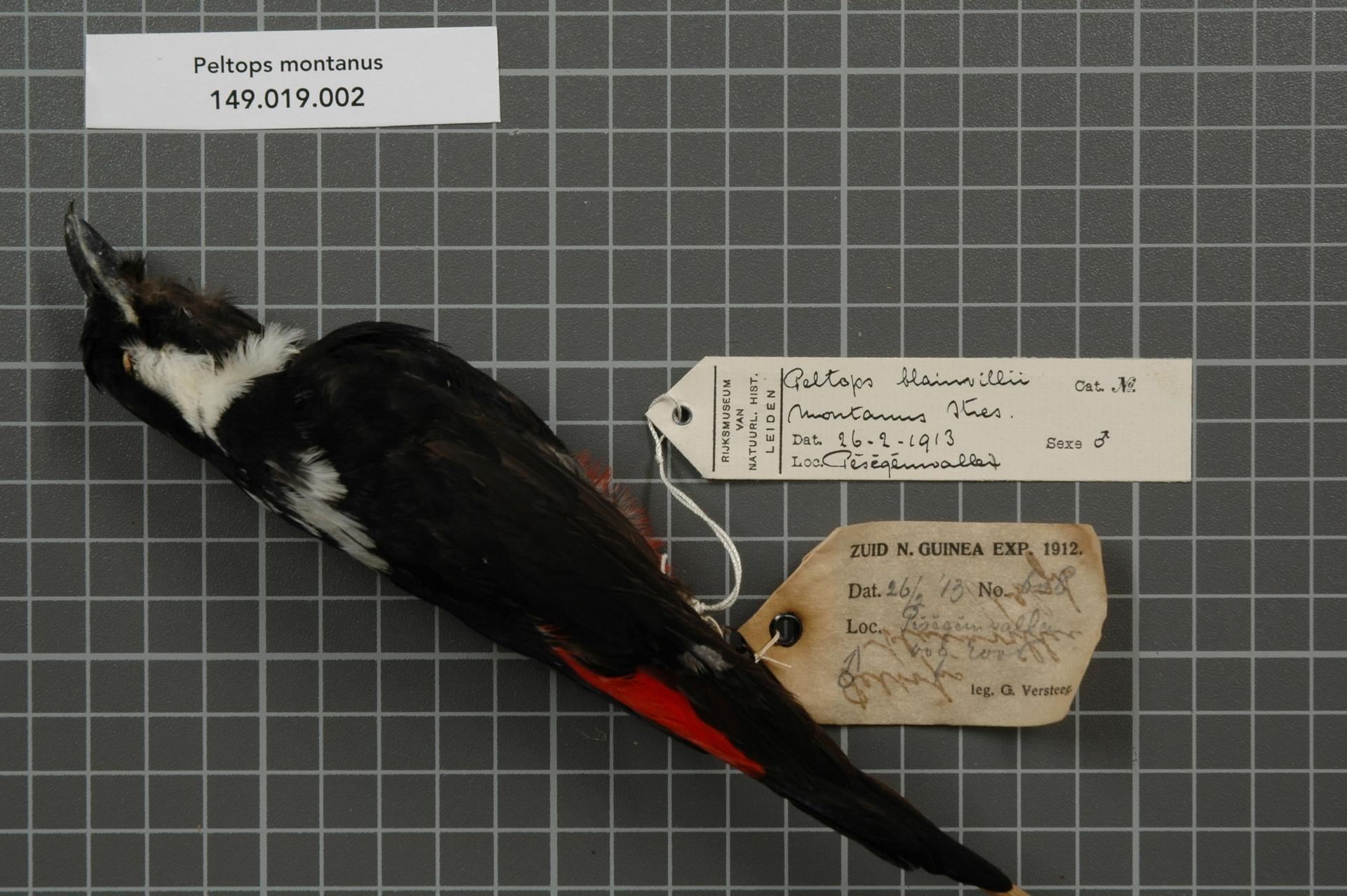
Veduta laterale di maschio impagliato.

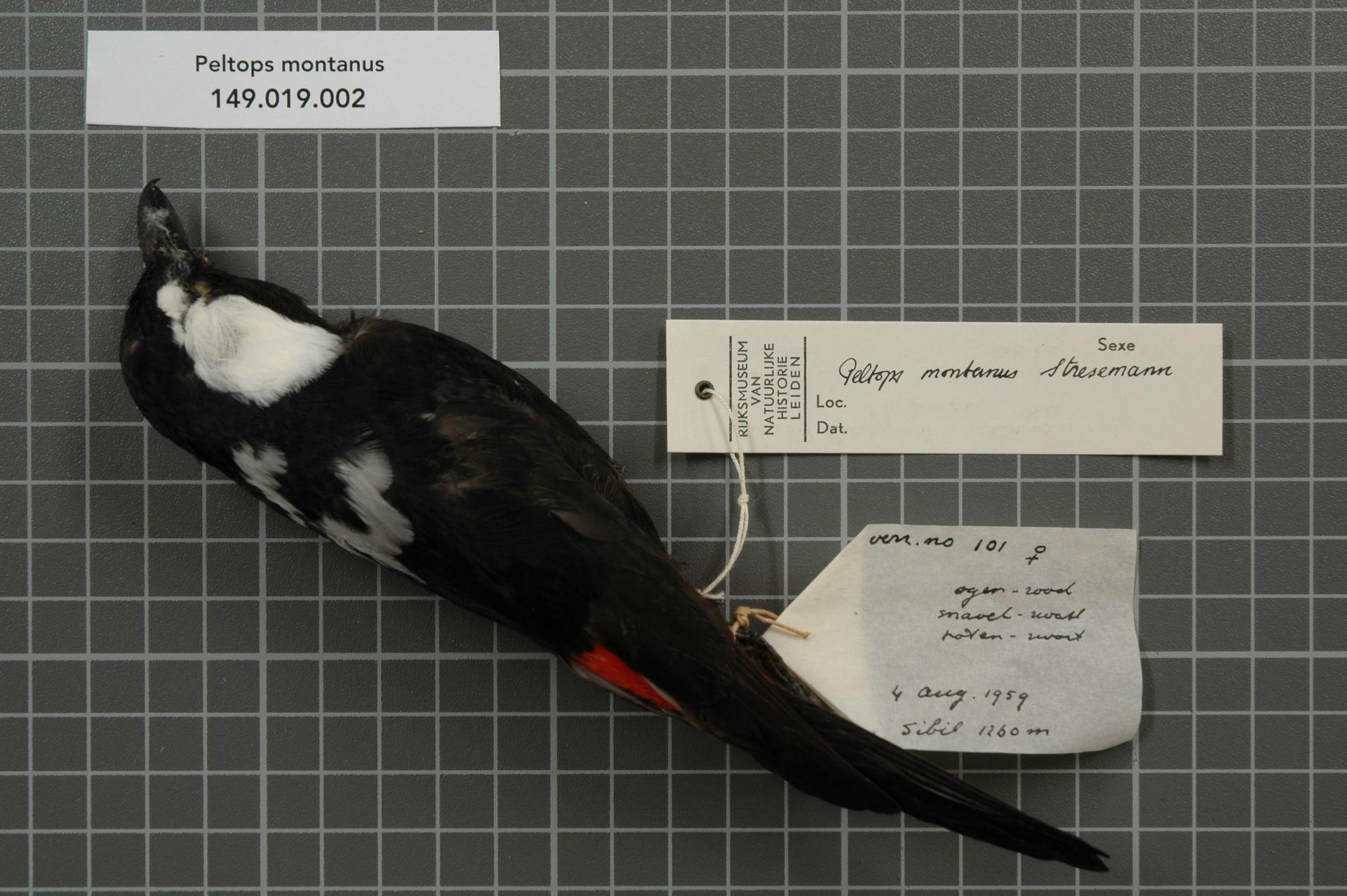
Veduta laterale di femmina impagliata.

### Dimensioni
Misura 20 cm di lunghezza, per 27-36 g di peso.

### Aspetto
Si tratta di uccelli dall'aspetto massiccio, muniti di grossa testa squadrata, ali appuntite, lunga coda con punta lievemente forcuta e becco forte munito inoltre di vibrisse alla base e dalla mandibola superiore dalla punta ricurva verso il basso.
Il piumaggio si presenta di colore nero-bluastro sulla maggior parte del corpo: fanno eccezione le guance, che sono di colore bianco, così come bianche sono due bande trasversali che percorrono la nuca e il dorso da spalla a spalla oltre all'area sotto l'attaccatura dell'ala, mentre il codione ed il sottocoda sono di colore rosso scuro. I due sessi sono simili, con le femmine più massicce e dal piumaggio meno brillante, con aree bianche e rosso ventrale meno estesi e senza riflessi metallizzati bluastri, presenti nei maschi specialmente su testa e petto.
In ambedue i sessi il becco e le zampe sono di colore nerastro, mentre gli occhi sono di colore bruno-rossiccio.

## Biologia
Si tratta di uccelli dalle abitudini diurne e moderatamente gregarie, i quali passano la maggior parte della giornata da soli, in coppie o in gruppetti familiari di 3-4 individui appollaiati su di un ramo osservando i dintorni, allontanandosi silenziosamente in caso di pericolo o lanciandosi in picchiata su eventuali prede, in maniera paragonabile a quella dei pigliamosche.

### Alimentazione
Si tratta di uccelli dalla dieta insettivora, che si nutrono in massima parte di grossi insetti (coleotteri, emitteri e lepidotteri) catturati planando su di essi dall'alto.

### Riproduzione
La riproduzione di questi uccelli non è stata ancora studiata in maniera approfondita: in base ai dati finora raccolti, si desume che essa abbia luogo durante la fine della stagione secca e l'inizio della stagione delle piogge: il nido è piccolo e a forma di coppa, e probabilmente (come accade negli artamidi in generale) tutto il gruppo coopera all'allevamento della prole.

## Distribuzione e habitat
Il peltope di montagna è endemico della Nuova Guinea, della quale abita le zone montuose centrali (Cordigliera Centrale dai monti Weyland alla penisola di Huon), settentrionali (montagne Foja, monti Adelbert) e nord-occidentali (monti Tamrau e monti Arfak sulla penisola di Doberai)
L'habitat di questi uccelli è rappresentato dalla canopia della foresta pluviale montana e della foresta nebulosa, specialmente laddove quest'ultima lascia il posto a spazi aperti, come radure, spiazzi in corrispondenza di grossi alberi caduti, fiumi o strade.